# 달리아 디 라자로

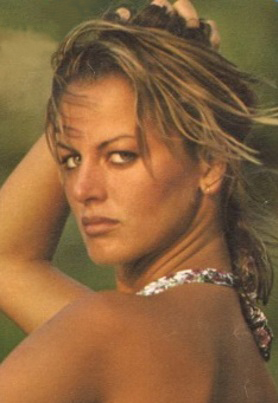

달리아 디 라자로(Dalila Di Lazzaro, 1953년 1월 29일 ~ )는 이탈리아의 배우, 모델, 가수, 영화배우, 작가이다.
우디네에서 태어났다.

## 출연 작품

### 영화
- 여자의 향 (1990년)
- 위험한 관계 (1989년)
- 파가니니 (1989년) - 헬레네 본 페우에르바크 역
- 페노미나 (1985년)
- Quando la coppia scoppia (1982년)
- 미스 라이트 (1982년)
- 세번째 희생자 (1980년)
- 10일간의 외출 (1978년)
- 오, 세라피나! (1976년)
- 엔디 워홀의 프랑크슈타인 (1974년)

### 텔레비전
- 줄리아 내 사랑 (1989, Disperatamente Giulia)